# Matthew Baillie
Matthew Baillie (sinh 27 tháng 9 năm 1761, Shots Manse, Lanarkshire, Scot. mất 23 tháng 11 năm 1823, Duntisbourne, Gloucestershire, Anh) là một bác sĩ và nhà bệnh học Scotland.
Ông là anh trai của nhà thơ nữ Joanna Baillie, ông còn là học sinh của nhà giải phẫu John Hunter đồng thời là chú của ông; và cha dượng, Dr. Thomas Denman, một bác sĩ sản khoa hàng đầu Luân Đôn vào thế kỷ 19, người có textbook về việc sinh sản được xuất bản lần đầu tiên vào năm 1788. Ông được giáo dục tại trường sau được biết với tên Viện Hàn lâm Hamilton, Đại học Glasgow, và nhận được học vị Tiến sĩ y khoa từ Đại học Oxford vào năm 1789. Ông trở thành Fellow của Trường Đại học Bác sĩ Hoàng gia vào năm 1790, và chuyên về giải phẫu bệnh.
Cuốn sách được xuất bản vào năm 1793 của ông, The Morbid Anatomy of Some of the Most Important Parts of the Human Body, được xem là nghiên cứu có hệ thống đầu tiên về bệnh học, và là ấn phẩm đầu tiên bằng tiếng Anh đề cập đến bệnh học như là một chủ đề riêng biệt. Ông được xem là người đầu tiên xác định chuyển vị đại động mạch (TGV) và ngược vị tạng tim.
Baillie mất vì bệnh lao vào năm 1823 ở tuổi 62. Ông được chôn cất ởDuntisbourne, Gloucestershire.

## Các tác phẩm
- The Morbid Anatomy of Some of the Most Important Parts of the Human Body (1793)
- Anatomy of the Gravid Uterus, by William Hunter published by Baillie (1794)
- A Series of Engravings, tending to illustrate the Morbid Anatomy of some of the most Important Parts of the Human Body (1799, 1802, 1812)
- Lectures and Observations on Medicine by the late Matthew Baillie (1825)
- An Account of a Particular Change of Structure in the Human Ovarium (Philosophical Transacations, London, 1789,Vol.79, pp. 71–78)